# Pilotos (Aguascalientes)
Pilotos es una localidad del estado mexicano de Aguascalientes. Es parte del municipio de Asientos.

## Demografía
| Gráfica de evolución demográfica |
|                                  |

| Censo | Población |
| ----- | --------- |
| 1900  | 701       |
| 1910  | 678       |
| 1921  | 703       |
| 1930  | 345       |
| 1940  | 270       |
| 1950  | 246       |
| 1960  | 351       |
| 1970  | 386       |
| 1980  | 799       |
| 1990  | 1 053     |
| 2000  | 1 145     |
| 2010  | 1 331     |
| 2020  | 1 495     |